# شاخه
شاخه در گیاهان به بخش چوبی گیاه گفته می‌شود که با تنه اصلی گیاه پیوند دارد اما جزئی از آن به‌شمار نمی‌آید.
در مورد درخت‌ها به شاخه اصلی، شاخ درخت نیز می‌گویند و به شاخه‌ها لدذرری فرعی تَرکه می‌گویند که در قدیم به ترکه‌ها، اَزْگ یا اَزَغ نیز گفته می‌شد.
به سر هر شاخه از درخت یا نوک بلندترین شاخ درخت نیز سرشاخه می‌گویند.
در حالی که در گیاهان گوناگون، شاخه‌هایی تقریباً افقی، عمودی یا اریب دارند، شاخه‌های درخت‌ها معمولاً بیشتر اریب و رو به بالا می‌رویند.
به شاخه‌ای که بر سر آن گلی روییده باشد یک «شاخه گل» گفته می‌شود که در این مورد واژه شاخه اصطلاحاً به عنوان یک رابط شماری برای گل‌ها نیز به‌کار می‌رود.